# 蓉昆高速铁路
蓉昆高速铁路是中国一条建设中连接四川省成都市与云南省昆明市的高速铁路，高速铁路网京昆通道的组成部分。线路自成都东站引出，经天府国际机场、资阳市、内江市威远县到达自贡站，通过成宜高速铁路自宜段到达宜宾站，接入渝昆高铁。同时经成贵客运专线宜贵段接入贵广高铁。成都至自贡段新建正线约176.9公里，自贡至宜宾段82公里，设计速度350公里/小时。项目建成后，成都至昆明的铁路旅行时间将由目前的18小时缩短为4个小时。其中天府机场段于2017年开工、非天府机场段于2019年开始进入全面开工阶段，自宜段已于2018年12月21日开工建设、2019年6月全线开始施工。成自、自宜段2023年12月26日竣工通车。

## 线路组成
蓉昆高速铁路由成宜高速铁路、渝昆高速铁路宜宾-昆明段组成。各路段皆已处于施工或即将施工阶段，并将在2023-2028年间陆续建成通车。

### 成宜高速铁路
成宜高速铁路自既有成都东站引出，经天府新区、天府国际机场、资阳市、眉山市、自贡市、宜宾市，至宜宾站，全长261公里，设站12座。成都东-天府段设计时速250km/h，天府-宜宾段设计时速350km/h。天府机场段于2017年起同成都天府国际机场一同施工，预计2021年先期完工；天府机场至自贡段2019年3月27日举行开工仪式；自宜段控制性工程宜宾临港长江大桥于2018年12月21日开工，自宜段全线于2019年6月开工，2023年12月26日建成通车。

### 渝昆高速铁路宜宾-昆明段
渝昆高速铁路宜宾-昆明段隶属于渝昆高速铁路，是被纳入中国《中长期铁路规划（2008）》的国家“八纵八横”主干高铁网重要组成部分。线路宜昆段从宜宾站出发，经云南省昭通市到达昆明南站。渝昆高速铁路全长约699公里，设站20座，设计时速350km/h。线路分为重庆至宜宾段和宜宾至昆明段，重庆至宜宾段已于2021年4月全线开工，宜宾至昆明段计划于2021年9月开工，预计2027年通车。

## 车站
根据环评公示及在建线路信息，蓉昆高速铁路全线共设置24座车站。线路起于成都东站，经天府、三岔湖、天府机场、资阳西、资中西、威远、自贡、沿滩、南溪北、宜宾东到达宜宾站；再从宜宾站进入渝昆高速铁路，经高县、筠连进入云南省，又经盐津南、彝良北、昭通东、迤车、会泽、田坝、寻甸、嵩明、长水机场，终到昆明南站。
蓉昆高速铁路在成都东站接入成都铁路枢纽，连接成渝客运专线、西成客运专线、成贵客运专线；在自贡站与绵泸高速铁路内自泸段相交；在宜宾站后与成贵客运专线相交，并建有双向联络线，除成都经乐山往昆明方向需在宜宾站立折换向外，其余方向皆可直接跨线运行；线路在昆明南站接入昆明铁路枢纽，连接沪昆客运专线、南昆客运专线、昆玉河铁路。